# Guillaume-Chrétien de Lamoignon de Malesherbes
Guillaume-Chrétien de Lamoignon de Malesherbes (Paris, 6 de dezembro de 1721 – 22 de abril de 1794) foi um estadista e ministro francês.
Presidente da Corte de Auxílio, e diretor da Biblioteca Nacional no ano de 1750, fez ao Rei Luís XV a demonstração dos custos e gastos da Corte, levando Luís XV a terminar com a Corte de Auxílio, e o exilar em suas terras.
Repetiu a mesma façanha no reinado de Luís XVI, que ao contrário, nomeou-o Ministro de Estado, cargo do qual pediu demissão um ano mais tarde.
Malesherbes estudava as Ciências Naturais, e em 1750 entrou para a Academia de Ciências. Mais tarde foi membro da Academia de Escritores. Orador notável, foi partidário do livre pensamento e das ideias de justiça, e um humanitarista, além de amigo dos enciclopedistas franceses, aos quais protegia nessas circunstâncias e para realizá-lo de forma eficiente se manteve em comunicação com os líderes literários de Paris, e especialmente com Diderot, e Friedrich Melchior, podendo dizer que "sem a ajuda de Malesherbes a "Encyclopédie" provavelmente nunca teria sido publicada".
No dia 12 de janeiro de 1775, foi nomeado por unanimidade, como novo membro da Academia Francesa de Letras, em substituição a Dupré de Saint-Mauer.
Malesherbes deixou a França quando eclodiu a Revolução Francesa, mas retornou quando foi formada a Convenção que julgaria o Rei. Seu retorno ocorreu em junho de 1792, demonstrando grande simplicidade e coragem.
Depois do processo e da morte do Rei, ele permaneceu em Paris, mas foi preso em dezembro de 1793, aprisionado em Port-Libre, e guilhotinado em 22 de abril de 1794.
Era bisavô do filósofo e historiador Alexis de Tocqueville.

## Recepção e legado
Alguns anos depois de sua morte, os biógrafos retrataram Malesherbes como uma figura romântica, uma das vítimas inocentes do Terror.  Por exemplo, a Encyclopædia Britannica de 1911 escreve sobre ele:

Malesherbes é um dos personagens mais doces do século XVIII; embora nenhum homem de ação, dificilmente um homem do mundo, por sua caridade e bondade não fingida, ele se tornou um dos homens mais populares da França, e foi um ato de verdadeira auto-devoção para ele se sacrificar por um rei que fez pouco ou nada por ele.
Mais recentemente, o estudioso francês François Moureau criticou essa tradição "hagiográfica", enfatizando, em vez disso, as contradições na carreira de Malesherbes: ele foi moldado tanto por uma abertura a novas ideias iluministas quanto por seu compromisso de cumprir seu papel de servidor público dentro do Ancien Régime. Outros comentários modernos sobre Malesherbes apresentaram argumentos semelhantes; George Kelly, por exemplo, o descreve como "com cara de Janus".
Malesherbes também foi lembrado com reverência por seu bisneto Alexis de Tocqueville; o historiador Roger Williams apontou essa conexão como um "legado do liberalismo".